# Горянка (Ліський повіт)
Горянка (пол. Górzanka) — село в Польщі, у гміні Солина Ліського повіту Підкарпатського воєводства, на перетині етнічних українських територій Лемківщини і Бойківщини. Розташоване в пасмі гір Західних Бескидів, недалеко від кордону зі Словаччиною та Україною. Населення — 263 особи (2011).

## Історія
Перша письмова згадка про село виявлена в документі 1480 року як поселення у власності роду Балів під назвою Вовковия Мала. З 1523 року використовується сучасна назва. До 1772 року село перебувало в Сяноцькій землі Руського воєводства.
У 1772—1918 роках село було у складі Австро-Угорської монархії, у провінції Королівство Галичини та Володимирії. У 1881 році в селі мешкала 281 особа (256 греко-католиків і 25 римо-католиків).
У 1919—1939 роках село належало до Ліського повіту Львівського воєводства. У 1921 році в селі мешкало 370 осіб у 62 будинках (290 греко-католиків, 65 римо-католиків і 15 юдеїв). На 1 січня 1939 у селі мешкало 480 осіб (400 українців-греко-католиків, 60 українців-римокатоликів, 10 поляків та 10 євреїв).
1946 року з села були виселені всі родини українців.
У 1975-1998 роках село належало до Кросненського воєводства.

## Демографія
Демографічна структура станом на 31 березня 2011 року:
|          | Загалом | Допрацездатний вік | Працездатний вік | Постпрацездатний вік |
| -------- | ------- | ------------------ | ---------------- | -------------------- |
| Чоловіки | 143     | 41                 | 78               | 24                   |
| Жінки    | 120     | 35                 | 64               | 21                   |
| Разом    | 263     | 76                 | 142              | 45                   |

## Церква
Село мало церкву вже у 1599 році. 1835 року було побудовано нову дерев'яну греко-католицьку церкву святої Параскеви. Поряд у другій половині XIX століття збудована мурована дзвіниця, на яку перенесено дзвін 1744 року. Греко-католицька громада від 1838 року мала свою парафію, яка належала до Балигородського деканату Перемиської єпархії. До парафії входили також села Радева і Воля Горянська. З 1948 року церква використовується під костел. Донині зберігся старий церковний цвинтар.